# Vaggelīs Paulidīs
Evangelos Pavlidīs, noto anche come Vangelis Pavlidis (in greco Βαγγέλης Παυλίδης?; Salonicco, 21 novembre 1998), è un calciatore greco, attaccante del Benfica e della nazionale greca.

## Caratteristiche tecniche
Di ruolo è una punta centrale benché possa trovare la sua collocazione pure come seconda punta o ala sinistra, è ambidestro e sfrutta le proprie abilità balistiche dalla media distanza. È un buon uomo-assist che riesce a seguire bene l'azione di gioco offensiva, è un bravo rigorista e come attaccante usa bene il posizionamento oltre a disporre di potenza di tiro. Atleticamente preparato, Pavlidīs è un buon colpitore di testa.

## Carriera

### Club

#### Bochum e Borussia Dortmund
Cresciuto nel settore giovanile del Bochum, ha esordito in prima squadra il 15 maggio 2016 disputando l'incontro di 2. Fußball-Bundesliga vinto 4-2 contro l'Heidenheim. Il 26 gennaio 2018 passa in prestito semestrale al Borussia Dortmund nella sezione Under-23. Al termine della stagione il prestito viene esteso fino a giugno 2019.

#### Willem II e AZ Alkmaar
Il 17 gennaio 2019 viene ceduto in prestito semestrale al Willem II. Segna la sua prima rete nella Coppa Olanda battendo per 3-2 il Twente nei quarti di finale, mentre realizza il suo primo gol nell'Eredivisie nella sconfitta per 3-2 contro il Vitesse; dopo 14 presenze e 5 gol nella sua prima stagione nel campionato viene riscattato per 250.000 euro.
Nelle due stagioni seguenti si mette in mostra andando in doppia cifra, nell'edizione 2019-2020 segna 11 gol, realizza una doppietta nelle vittorie contro il PEC Zwolle (3-1) e il Fortuna Sittard (3-2) oltre che nel pareggio contro l'ADO Den Haag (3-3). Nell'edizione successiva del campionato invece mette a segno 12 reti.
Dopo una stagione e mezza a Tilburg, nel luglio del 2021 il giocatore viene ceduto per 2,5 milioni di euroall'AZ Alkmaar, in Eredivisie, con cui firma un contratto quadriennale. Nella sua prima stagione segna 25 gol e 22 nella seconda. Con uno score di 29 gol si aggiudica il titolo di capocannoniere dell'Eredivisie 2023-2024 a pari titolo con Luuk de Jong, per un totale di 33 gol stagionali.

#### Benfica
Il 1º luglio 2024, passa a titolo definitivo al Benfica, nella massima serie portoghese, per circa 18 milioni di euro, più due milioni di bonus, e il 10% di una futura rivendita a favore dell'AZ; firma quindi un contratto quinquennale con il club lusitano. Con due gol contribuisce alla vittoria della Coppa di lega. Il 21 gennaio 2025 segna la sua prima tripletta in Champions League nella sconfitta interna contro il Barcellona (4-5),il 12 febbraio invece realizza il gol del 1-0 battendo il Monaco.

### Nazionale
Ha giocato nelle nazionali giovanili greche Under-17 ed Under-19, invece il 5 settembre 2019 ha esordito con la nazionale maggiore greca nella sconfitta per 1-0 contro la Finlandia, nello stesso anno, il 15 ottobre, segna il suo primo gol per la nazionale battendo per 2-1 la Bosnia ed Erzegovina. Realizza la sua prima doppietta con la maglia della Grecia il 28 marzo 2021 sconfiggendo per 2-1 in amichevola l'Honduras.
Il 10 ottobre 2024 realizza una doppietta nel successo per 1-2 in Nations League in casa dell'Inghilterra.

## Statistiche

### Presenze e reti nei club
Statistiche aggiornate al 17 maggio 2025.
| Stagione                    | Squadra                     | Campionato                  | Campionato | Campionato | Coppe nazionali | Coppe nazionali | Coppe nazionali | Coppe continentali | Coppe continentali | Coppe continentali | Altre coppe | Altre coppe | Altre coppe | Totale | Totale |
| Stagione                    | Squadra                     | Comp                        | Pres       | Reti       | Comp            | Pres            | Reti            | Comp               | Pres               | Reti               | Comp        | Pres        | Reti        | Pres   | Reti   |
| --------------------------- | --------------------------- | --------------------------- | ---------- | ---------- | --------------- | --------------- | --------------- | ------------------ | ------------------ | ------------------ | ----------- | ----------- | ----------- | ------ | ------ |
| feb.-giu. 2018              | Borussia Dortmund II        | RL                          | 17         | 5          | -               | -               | -               | -                  | -                  | -                  | -           | -           | -           | 17     | 5      |
| 2018-gen. 2019              | Borussia Dortmund II        | RL                          | 15         | 2          | -               | -               | -               | -                  | -                  | -                  | -           | -           | -           | 15     | 2      |
| Totale Borussia Dortmund II | Totale Borussia Dortmund II | Totale Borussia Dortmund II | 32         | 7          |                 |                 |                 |                    |                    |                    |             | -           | -           | 32     | 7      |
| gen.-giu. 2019              | Willem II                   | ED                          | 14         | 5          | CO              | 3               | 1               | -                  | -                  | -                  | -           | -           | -           | 17     | 6      |
| 2019-2020                   | Willem II                   | ED                          | 25         | 11         | CO              | 3               | 2               | -                  | -                  | -                  | -           | -           | -           | 28     | 13     |
| 2020-2021                   | Willem II                   | ED                          | 34         | 12         | CO              | 1               | 0               | UEL                | 2                  | 2                  | -           | -           | -           | 37     | 14     |
| Totale Willem II            | Totale Willem II            | Totale Willem II            | 73         | 28         |                 | 7               | 3               |                    | 2                  | 2                  |             | -           | -           | 82     | 33     |
| 2021-2022                   | AZ Alkmaar                  | ED                          | 37         | 18         | CO              | 4               | 3               | UEL+UECL           | 2+8                | 0+4                | -           | -           | -           | 51     | 25     |
| 2022-2023                   | AZ Alkmaar                  | ED                          | 25         | 12         | CO              | 2               | 1               | UECL               | 13                 | 9                  | -           | -           | -           | 40     | 22     |
| 2023-2024                   | AZ Alkmaar                  | ED                          | 34         | 29         | CO              | 2               | 1               | UECL               | 10                 | 3                  | -           | -           | -           | 46     | 33     |
| Totale AZ Alkmaar           | Totale AZ Alkmaar           | Totale AZ Alkmaar           | 96         | 59         |                 | 8               | 5               |                    | 33                 | 16                 |             | -           | -           | 137    | 80     |
| 2024-2025                   | Benfica                     | PL                          | 34         | 19         | TP+CdL          | 3+3             | 1+2             | UCL                | 12                 | 7                  | Cmc         | 1           | 1           | 53     | 30     |
| Totale carriera             | Totale carriera             | Totale carriera             | 235        | 113        |                 | 22              | 11              |                    | 47                 | 25                 |             | 1           | 1           | 305    | 150    |

### Cronologia presenze e reti in nazionale
| Cronologia completa delle presenze e delle reti in nazionale ― Grecia | Cronologia completa delle presenze e delle reti in nazionale ― Grecia | Cronologia completa delle presenze e delle reti in nazionale ― Grecia | Cronologia completa delle presenze e delle reti in nazionale ― Grecia | Cronologia completa delle presenze e delle reti in nazionale ― Grecia | Cronologia completa delle presenze e delle reti in nazionale ― Grecia | Cronologia completa delle presenze e delle reti in nazionale ― Grecia | Cronologia completa delle presenze e delle reti in nazionale ― Grecia |
| Data                                                                  | Città                                                                 | In casa                                                               | Risultato                                                             | Ospiti                                                                | Competizione                                                          | Reti                                                                  | Note                                                                  |
| --------------------------------------------------------------------- | --------------------------------------------------------------------- | --------------------------------------------------------------------- | --------------------------------------------------------------------- | --------------------------------------------------------------------- | --------------------------------------------------------------------- | --------------------------------------------------------------------- | --------------------------------------------------------------------- |
| 5-9-2019                                                              | Tampere                                                               | Finlandia                                                             | 1 – 0                                                                 | Grecia                                                                | Qual. Euro 2020                                                       | -                                                                     | 70’                                                                   |
| 8-9-2019                                                              | Amarousio                                                             | Grecia                                                                | 1 – 1                                                                 | Liechtenstein                                                         | Qual. Euro 2020                                                       | -                                                                     | 68’                                                                   |
| 15-10-2019                                                            | Amarousio                                                             | Grecia                                                                | 2 – 1                                                                 | Bosnia ed Erzegovina                                                  | Qual. Euro 2020                                                       | 1                                                                     | 70’                                                                   |
| 15-11-2019                                                            | Erevan                                                                | Armenia                                                               | 0 – 1                                                                 | Grecia                                                                | Qual. Euro 2020                                                       | -                                                                     | 74’                                                                   |
| 18-11-2019                                                            | Amarousio                                                             | Grecia                                                                | 2 – 1                                                                 | Finlandia                                                             | Qual. Euro 2020                                                       | -                                                                     | 64’                                                                   |
| 3-9-2020                                                              | Lubiana                                                               | Slovenia                                                              | 0 – 0                                                                 | Grecia                                                                | UEFA Nations League 2020-2021 - 1º turno                              | -                                                                     | 76’                                                                   |
| 11-10-2020                                                            | Amarousio                                                             | Grecia                                                                | 2 – 0                                                                 | Moldavia                                                              | UEFA Nations League 2020-2021 - 1º turno                              | -                                                                     | 83’                                                                   |
| 14-10-2020                                                            | Amarousio                                                             | Grecia                                                                | 0 – 0                                                                 | Kosovo                                                                | UEFA Nations League 2020-2021 - 1º turno                              | -                                                                     |                                                                       |
| 15-11-2020                                                            | Chișinău                                                              | Moldavia                                                              | 0 – 2                                                                 | Grecia                                                                | UEFA Nations League 2020-2021 - 1º turno                              | -                                                                     | 79’                                                                   |
| 18-11-2020                                                            | Atene                                                                 | Grecia                                                                | 0 – 0                                                                 | Slovenia                                                              | UEFA Nations League 2020-2021 - 1º turno                              | -                                                                     | 46’                                                                   |
| 28-3-2021                                                             | Salonicco                                                             | Grecia                                                                | 2 – 1                                                                 | Honduras                                                              | Amichevole                                                            | 2                                                                     | 62’                                                                   |
| 31-3-2021                                                             | Salonicco                                                             | Grecia                                                                | 1 – 1                                                                 | Georgia                                                               | Qual. Mondiali 2022                                                   | -                                                                     | 70’                                                                   |
| 3-6-2021                                                              | Bruxelles                                                             | Belgio                                                                | 1 – 1                                                                 | Grecia                                                                | Amichevole                                                            | -                                                                     | 58’                                                                   |
| 6-6-2021                                                              | Malaga                                                                | Norvegia                                                              | 1 – 2                                                                 | Grecia                                                                | Amichevole                                                            | -                                                                     | 75’                                                                   |
| 1-9-2021                                                              | Basilea                                                               | Svizzera                                                              | 2 – 1                                                                 | Grecia                                                                | Amichevole                                                            | 1                                                                     | 65’                                                                   |
| 5-9-2021                                                              | Pristina                                                              | Kosovo                                                                | 1 – 1                                                                 | Grecia                                                                | Qual. Mondiali 2022                                                   | -                                                                     | 80’                                                                   |
| 8-9-2021                                                              | Atene                                                                 | Grecia                                                                | 2 – 1                                                                 | Svezia                                                                | Qual. Mondiali 2022                                                   | 1                                                                     | 8’ 90+5’                                                              |
| 9-10-2021                                                             | Batumi                                                                | Georgia                                                               | 0 – 2                                                                 | Grecia                                                                | Qual. Mondiali 2022                                                   | -                                                                     | 46’                                                                   |
| 12-10-2021                                                            | Solna                                                                 | Svezia                                                                | 2 – 0                                                                 | Grecia                                                                | Qual. Mondiali 2022                                                   | -                                                                     | 75’                                                                   |
| 11-11-2021                                                            | Atene                                                                 | Grecia                                                                | 0 – 1                                                                 | Spagna                                                                | Qual. Mondiali 2022                                                   | -                                                                     | 46’                                                                   |
| 14-11-2021                                                            | Amarousio                                                             | Grecia                                                                | 1 – 1                                                                 | Kosovo                                                                | Qual. Mondiali 2022                                                   | -                                                                     | 80’                                                                   |
| 25-3-2022                                                             | Bucarest                                                              | Romania                                                               | 0 – 1                                                                 | Grecia                                                                | Amichevole                                                            | -                                                                     | 71’                                                                   |
| 28-3-2022                                                             | Podgorica                                                             | Montenegro                                                            | 1 – 0                                                                 | Grecia                                                                | Amichevole                                                            | -                                                                     | 45’ 61’                                                               |
| 2-6-2022                                                              | Belfast                                                               | Irlanda del Nord                                                      | 0 – 1                                                                 | Grecia                                                                | UEFA Nations League 2022-2023 - 1º turno                              | -                                                                     | 69’                                                                   |
| 5-6-2022                                                              | Pristina                                                              | Kosovo                                                                | 0 – 1                                                                 | Grecia                                                                | UEFA Nations League 2022-2023 - 1º turno                              | -                                                                     | 57’                                                                   |
| 9-6-2022                                                              | Volo                                                                  | Grecia                                                                | 3 – 0                                                                 | Cipro                                                                 | UEFA Nations League 2022-2023 - 1º turno                              | 1                                                                     |                                                                       |
| 12-6-2022                                                             | Volo                                                                  | Grecia                                                                | 2 – 0                                                                 | Kosovo                                                                | UEFA Nations League 2022-2023 - 1º turno                              | -                                                                     | 58’                                                                   |
| 24-3-2023                                                             | Faro                                                                  | Gibilterra                                                            | 0 – 3                                                                 | Grecia                                                                | Qual. Euro 2024                                                       | -                                                                     | 62’                                                                   |
| 27-3-2023                                                             | Atene                                                                 | Grecia                                                                | 0 – 0                                                                 | Lituania                                                              | Amichevole                                                            | -                                                                     | 69’                                                                   |
| 16-6-2023                                                             | Atene                                                                 | Grecia                                                                | 2 – 1                                                                 | Irlanda                                                               | Qual. Euro 2024                                                       | -                                                                     | 71’                                                                   |
| 19-6-2023                                                             | Saint-Denis                                                           | Francia                                                               | 1 – 0                                                                 | Grecia                                                                | Qual. Euro 2024                                                       | -                                                                     | 66’                                                                   |
| 7-9-2023                                                              | Eindhoven                                                             | Paesi Bassi                                                           | 3 – 0                                                                 | Grecia                                                                | Qual. Euro 2024                                                       | -                                                                     | 73’                                                                   |
| 10-9-2023                                                             | Atene                                                                 | Grecia                                                                | 5 – 0                                                                 | Gibilterra                                                            | Qual. Euro 2024                                                       | -                                                                     | 68’                                                                   |
| 16-10-2023                                                            | Atene                                                                 | Grecia                                                                | 0 – 1                                                                 | Paesi Bassi                                                           | Qual. Euro 2024                                                       | -                                                                     | 81’ 86’                                                               |
| 17-11-2023                                                            | Atene                                                                 | Grecia                                                                | 2 – 0                                                                 | Nuova Zelanda                                                         | Amichevole                                                            | -                                                                     | 57’                                                                   |
| 21-11-2023                                                            | Atene                                                                 | Grecia                                                                | 2 – 2                                                                 | Francia                                                               | Qual. Euro 2024                                                       | -                                                                     | 77’                                                                   |
| 7-6-2024                                                              | Mönchengladbach                                                       | Germania                                                              | 2 – 1                                                                 | Grecia                                                                | Amichevole                                                            | -                                                                     | 10’                                                                   |
| 11-6-2024                                                             | Grödig                                                                | Malta                                                                 | 0 – 2                                                                 | Grecia                                                                | Amichevole                                                            | -                                                                     | 61’                                                                   |
| 7-9-2024                                                              | Il Pireo                                                              | Grecia                                                                | 3 – 0                                                                 | Finlandia                                                             | UEFA Nations League 2024-2025 - 1º turno                              | -                                                                     | 77’                                                                   |
| 10-9-2024                                                             | Dublino                                                               | Irlanda                                                               | 0 – 2                                                                 | Grecia                                                                | UEFA Nations League 2024-2025 - 1º turno                              | -                                                                     | 88’                                                                   |
| 10-10-2024                                                            | Londra                                                                | Inghilterra                                                           | 1 – 2                                                                 | Grecia                                                                | UEFA Nations League 2024-2025 - 1º turno                              | 2                                                                     | 90+1’                                                                 |
| 13-10-2024                                                            | Atene                                                                 | Grecia                                                                | 2 – 0                                                                 | Irlanda                                                               | UEFA Nations League 2024-2025 - 1º turno                              | -                                                                     | 73’                                                                   |
| 14-11-2024                                                            | Amarousio                                                             | Grecia                                                                | 0 – 3                                                                 | Inghilterra                                                           | UEFA Nations League 2024-2025 - 1º turno                              | -                                                                     | 56’                                                                   |
| 17-11-2024                                                            | Helsinki                                                              | Finlandia                                                             | 0 – 2                                                                 | Grecia                                                                | UEFA Nations League 2024-2025 - 1º turno                              | -                                                                     |                                                                       |
| 20-3-2025                                                             | Il Pireo                                                              | Grecia                                                                | 0 – 1                                                                 | Scozia                                                                | UEFA Nations League 2024-2025 - Play-off                              | -                                                                     | 72’                                                                   |
| 23-3-2025                                                             | Glasgow                                                               | Scozia                                                                | 0 – 3                                                                 | Grecia                                                                | UEFA Nations League 2024-2025 - Play-off                              | -                                                                     | 69’ 83’                                                               |
| 7-6-2025                                                              | Candia                                                                | Grecia                                                                | 4 – 1                                                                 | Slovacchia                                                            | Amichevole                                                            | 1                                                                     | cap. 71’                                                              |
| 10-6-2025                                                             | Heraklion                                                             | Grecia                                                                | 4 – 0                                                                 | Bulgaria                                                              | Amichevole                                                            | -                                                                     | 75’                                                                   |
| Totale                                                                |                                                                       | Presenze                                                              | 48                                                                    |                                                                       | Reti                                                                  | 9                                                                     |                                                                       |

## Palmarès

### Club
- Coppa di Lega portoghese: 1

Benfica: 2024-2025
- Supercoppa di Portogallo: 1

Benfica: 2025

### Individuale
- Capocannoniere dell'Eredivisie: 1

2023-2024 (29 gol, a  pari merito con Luuk de Jong)